# Édouard Ramonet
Édouard Jean Ramonet (* 14. September 1909 in Cerbère, Département Pyrénées-Orientales; † 4. Dezember 1980 in Paris) war ein französischer Politiker der Parti républicain, radical et radical-socialiste (RRRS) sowie später des Centre républicain (CR), der Mitglied der Nationalversammlung, Staatssekretär und zwischen 1958 und 1959 Minister für Industrie und Handel war.

## Leben

### Studium, Diplomat und Zweiter Weltkrieg
Ramonet, Sohn eines Friseurs, begann nach dem Besuch des 1564 gegründeten renommierten Lycée Louis-le-Grand ein Geschichtsstudium an der Sorbonne, der Universität von Paris, sowie später an der Universität Florenz. Nachdem er das Studium mit der Agrégé d’histoire abgeschlossen hatte, trat er 1937 als Attaché in das Außenministerium ein. 1938 wurde er Generalsekretär der Jeunesses Radicales Socialistes (JRS), der Jugendorganisation der Parti républicain, radical et radical-socialiste (RRRS). Danach wurde er durch Jérôme Carcopino zum Direktor des Institut français in Porto ernannt.
Im Mai 1942 wurde die Ernennung durch den mit dem Deutschen Reich kollaborierenden Liste der Regierungschefs von Frankreich Pierre Laval, der zugleich der für Institut français zuständige Außenminister war, auf Drängen von Abel Bonnard widerrufen.

### Vierte Republik

#### Abgeordneter und Bürgermeister
Am 21. Oktober 1945 wurde Ramonet für die RRRS zum Mitglied der Nationalversammlung gewählt und gehörte dieser als Vertreter des Département Indre bis zum 8. Dezember 1958 an. Die Nationalversammlung bestand vom 21. Oktober 1945 bis zum 27. November 1946 als provisorische Verfassungsgebende Nationalversammlung (Assemblée nationale constituante), deren erste Legislaturperiode bis zum 10. Juni 1946 lief. In dieser Zeit war er Mitglied der Ausschüsse für Wirtschaft, Zölle und Handelsbedingungen (Commission des affaires économiques, des douanes et des conventions commerciales) sowie für Landwirtschaft und Versorgung (Commission de l’agriculture et du ravitaillement). In der zweiten Legislaturperiode 1946 der Verfassungsgebenden Nationalversammlung wurde er am 2. Juni 1946 Sekretär der Fraktion der RRRS, deren Vorsitzender Édouard Herriot war, und blieb weiterhin Mitglied des Ausschusses für Wirtschaft, Zölle und Handelsbedingungen.
In der ersten Legislaturperiode der Nationalversammlung der Vierten Republik war er von 1946 bis 1951 Mitglied des Wirtschaftsausschusses (Commission des affaires économiques) sowie zwischen 1946 und 1949 Sekretär der Nationalversammlung. Im Oktober 1947 wurde er als Nachfolger von Pierre Gautier von der PCF auch Bürgermeister von Châteauroux, dem Hauptort des Département Indre, und bekleidete dieses Amt bis zu seiner Ablösung durch Louis Deschizeaux von den DVG im März 1959. Daneben war er zwischen 1947 und 1951 Mitglied des Bildungsausschusses (Commission de l’éducation nationale), von 1948 bis 1950 auch Sekretär des Wirtschaftsausschusses sowie zuletzt zwischen 1950 und 1951 zugleich Mitglied des Presseausschusses (Commission de la presse). Während der zweiten Legislaturperiode war er zwischen Juni 1951 und Juni 1952 erneut Sekretär der Nationalversammlung sowie Mitglied des Presseausschusses. Danach war er zwischen 1952 und 1955 Vorsitzender des Wirtschaftsausschusses sowie zuletzt 1955 abermals Mitglied des Presseausschusses.

#### Staatssekretär und Minister
Nach den Wahlen vom 2. Januar 1956 fungierte Ramonet in der dritten Legislaturperiode von 1956 bis 1957 erneut als Vorsitzender des Wirtschaftsausschusses. Am 14. Juni 1957 übernahm er sein erstes Regierungsamt, und zwar bis zum 5. November 1957 als Staatssekretär für Energie (Secrétaire d’Etat à l’Energie) beim Minister für Finanzen, Wirtschaft und Planung im Kabinett Bourgès-Maunoury. Er war im Anschluss zwischen 1957 und 1958 sowohl Mitglied des Ausschusses für allgemeines Wahlrecht, Verfassungsrecht, Geschäftsordnung und Petitionen (Commission du suffrage universel, des lois constitutionnelles, du règlement et des pétitions) als auch des Ausschusses für Mittel für Kommunikation und Tourismus (Commission des moyens de communication et du tourisme).
Am 1. Juni 1958 wurde Ramonet zunächst zum Staatssekretär im Ministerium für Industrie und Handel (Secrétaire d’Etat à l’Industrie et au commerce) in das dritte Kabinett de Gaulle berufen. Knapp eine Woche später übernahm er am 9. Juni 1958 im Rahmen einer Kabinettsumbildung das daraus hervorgegangene Amt als Minister für Industrie und Handel (Ministre de l’Industrie et du commerce), welches er bis zum Ende von de Gaulles Amtszeit am 7. Januar 1959 bekleidete.

### Fünfte Republik
Bei den Wahlen vom 30. November 1958 erlitt er eine Niederlage in seinem Wahlkreis im Département Indre und verpasste den Wiedereinzug in die Nationalversammlung. Nach seinem Ausscheiden aus der Regierung wurde Ramonet zu Beginn der Fünften Republik im Juni 1959 Mitglied des Wirtschafts- und Sozialrates (Conseil économique et social), dem er bis 1964 angehörte.
Er verzichtete auf eine erneute Kandidatur bei den Wahlen vom 25. November 1962. Bei den Wahlen vom 12. März 1967 kandidierte er im ersten Wahlkreis des Département Pyrénées-Orientales erneut ohne Erfolg für ein Mandat in der Nationalversammlung und zog sich daraufhin aus dem politischen Leben zurück.